# Abulbəyli
Abulbəyli è un comune dell'Azerbaigian situato nel distretto di Tovuz. Conta una popolazione di 5 653 abitanti.